# Стефан Фрейсс
Стефан Фрейсс (фр. Stéphane Freiss; нар. 27 листопада 1960, Париж, Франція) — французький актор театру і кіно.

## Біографія
Стефан Фрейсс народився 27 листопада 1960 року і виріс у Парижі. Спочатку Стефан Фрейсс здобув освіту у паризькому Університеті Нантерр за фахом «історія», але потім несподівано вирішив усе кинути, щоб присвятити себе своїй пристрасті і отримати професію актора у відомого майстра Іва Піньо.
Закінчивши у 1985 році Консерваторію драматичного мистецтва, актор майже відразу вступив до престижної «Комеді Франсез».
Паралельно з роботою у театрі Стефан Фрейсс робив перші кроки на телебаченні, а в кіно його першою роллю стала роль у гучному фільмі Давида Гамільтона «Перші бажання», де його партнеркою стала теж тоді нікому не відома Еммануель Беар. За ним знявся у фільмах Аньєс Варди «Без даху, поза законом» (1985) та П'єра Жоліве «Комплекс кенгуру» (1986), після яких його стали нарешті помічати.

## Кар'єра
У 1988 році Філіп де Брока запросив Стефана Фрейсса зніматися у свій фільм «Шуани!». За цю роль Стефан здобув премію «Сезар» як найперспективніший молодий актор. Завдяки цьому блокбастеру «плаща і кинджала» його помітили і запросили у схожу стрічку — «Королівська хвойда» (1990) з Тімоті Далтоном та Валерією Голіно та у фільм Жака Дерея «Чорний ліс» (1989) з Беатріс Даль.
У 1990-2000-і роки Стефан Фрейсс багато знімається у найрізноманітніших жанрах: від комедії «Це залишиться між нами» (1998) Мартана Ламотта до трилера «Плем'я» (1991) Іва Буассе. В цей же час багато працює в театрі, вважаючись визнаною зіркою театральної сцени та отримує театральну премію «Мольєр» за роль у п'єсі Джеймса Саундерса «Було добре» (фр. C'était bien).
Крім того, Стефан Фрейсс записує декілька аудіо-книг, зокрема поетичні твори Андре Шедіда.
У 2004 році Стефан Фрейсс виконує головну роль у фільмі Франсуа Озона «5x2» разом Валерією Бруні-Тедескі.
У 2009 році Стефан Фрейсс озвучував анімаційний фільм «Монстри проти інопланетян» — персонаж Доктора Таргана. 2006 року знявся у Стівена Спілберга у «Мюнхені».

## Особисте життя
Стефан Фрейсс одружений з Урсулою — перекладачкою для театру та гастрономічному критику. У пари троє дітей: Камілла (нар. 1996), Рубен (1998) тва Б'янка (2007).
Під час президентської кампанії у Франції 2012 року Стефан Фрейсс підтримував Ніколя Саркозі.

## Фільмографія (вибіркова)
Ролі в кіно
| Рік  | Українська назва                        | Оригінальна назва                | Роль                                      |
| ---- | --------------------------------------- | -------------------------------- | ----------------------------------------- |
| 1984 | Перші бажання                           | Premiers désirs                  | Рауль                                     |
| 1985 | Без даху, поза законом                  | Sans toit ni loi                 | Жан-П'єр                                  |
| 1986 | Комплекс кенгуру                        | Le complexe du kangourou         | Боб, батько Лоїка                         |
| 1987 | Шуани!                                  | Chouans!                         | Аурель                                    |
| 1989 | Чорний ліс                              | Les bois noirs                   | Бастьєн                                   |
| 1990 | Королівська хвойда                      | La putain du roi                 | Граф ді Веруа                             |
| 1990 | Тисяча і одна ніч                       | Les 1001 nuits                   | Аладін                                    |
| 1991 | Плем'я                                  | La tribu                         | Олів'є                                    |
| 1995 | Місто загублених дітей                  | Le fils de Gascogne              | камео                                     |
| 1997 | Жити як королі                          | Comme des rois                   | Едек                                      |
| 1998 | Нещастя Маргарет                        | The Misadventures of Margaret    | філософ                                   |
| 1998 | Це залишиться між нами                  | Ça reste entre nous              | J.P.                                      |
| 1999 | Колеги                                  | Les collègues                    | суддя                                     |
| 2000 | На березі за пристанню                  | Sulla spiaggia e di là dal molo  | Гвідо                                     |
| 2001 | Велике життя                            | La grande vie!                   | месьє Філіп                               |
| 2001 | Викрадення для Бетті Фішер              | Betty Fisher et autres histoires | Едуар                                     |
| 2001 | Між двома світами                       | Tra due mondi                    | Лойола                                    |
| 2003 | Пограбування по-французьки              | Crime Spree                      | Жульєн Лабес                              |
| 2003 | Месьє N.                                | Monsieur N.                      | генерал Монтолон                          |
| 2004 | 5x2                                     |                                  | Жиль                                      |
| 2004 | Велика роль                             | Le grand rôle                    | Моріс Куртц                               |
| 2005 | Мюнхен                                  | Munich                           | Французький репортер в Мюнхенському метро |
| 2006 | Мене звуть Елізабет                     | Je m'appelle Elisabeth           | Режис                                     |
| 2007 | Замок в Іспанії                         | Un château en Espagne            | П'єр-Анрі                                 |
| 2008 | Вечірка вампірів                        | Les dents de la nuit             | Гонзаго де Сент-Плесі Барренколі — денді  |
| 2008 | Лашкаво прошимо                         | Bienvenue chez les Ch'tis        | Жан Сабріє                                |
| 2008 | Чи лікується це?                        | Ça se soigne?                    | Фред Стерлінг                             |
| 2009 | Трезор                                  | Trésor                           | Фабріс                                    |
| 2009 | Остання сигарета (короткометражний)     | Une dernière cigarette           | Стефан                                    |
| 2010 | Потойбічне                              | Hereafter                        | Гійном Бельше                             |
| 2011 | Неймовірний д-р Хаус (короткометражний) | It Is Miracul'house              | Стефан Фрейсс                             |
| 2012 | Магічний Париж 4                        | Magic Paris 4                    | Стефан Фрейсс                             |
| 2013 | Інше життя                              | Une autre vie                    | Поль                                      |
| 2014 | Моя старенька                           | My Old Lady                      | Франсуа Рой                               |

Ролі на телебаченні
| Рік       | Українська назва      | Оригінальна назва           | Роль             |
| --------- | --------------------- | --------------------------- | ---------------- |
| 1975-1990 | Сsнема 16             | Cinéma 16                   | Жерар            |
| 1985      | Ночь нежна            | Tender Is the Night         | Сержант ді Віллі |
| 1989-1992 | Чиллери               | Chillers                    | Гаррі            |
| 1991      | Ми що, хіба одружені? | Les époux ripoux            | Нік              |
| 1995      | Про що знала Мейсі    | Ce que savait Maisie        | барон Клод       |
| 1996      | Останнє свято         | La dernière fête            | Стейн-Аулін      |
| 1996      | Ісландський рибалка   | Pêcheur d'Islande           | П'єр Лоті        |
| 1997      | Пустеля у вогні       | Il deserto di fuoco         | Жако             |
| 1998      | Кларисса              | Clarissa                    | Леонар           |
| 1998      | Останній з романтиків | La dernière des romantiques | Бруно            |
| 2006      | Невинні               | Les innocents               | Жан-Поль Брасьє  |
| 2006      | Ненавиджу батьків     | Je hais les parents         | Бруно            |
| 2007      | Розтин                | Autopsy                     | Ерік Меркадьє    |
| 2007      | Ненавиджу відпустку   | Je hais les vacances        | Бруно            |
| 2008      | Нічний метелик        | Papillon noir               | Рішар            |
| 2010      | Альбер Камю           | Camus                       | Альбер Камю      |
| 2013-2014 | Профілювання          | Profilage                   | префект Кармін   |
| 2014      | Це пройде… Але коли?  | Ça va passer… Mais quand?   | Патрік           |
| 2015      | Оріана                | L'Oriana                    | Франсуа Пелу     |

## Визнання
Від липня 2013 року Стефан Фрейсс офіцер французького Ордена Мистецтв та літератури.
| Рік            | Категорія                | Фільм  | Результат |
| -------------- | ------------------------ | ------ | --------- |
| Премія «Сезар» |                          |        |           |
| 1989           | Найперспективніший актор | Шуани! | Перемога  |